# نوویاکشیوو
نوویاکشیوو (به لاتین: Novoyaksheyevo) یک منطقهٔ مسکونی در روسیه است که در باشقیرستان واقع شده‌است.